# Il segno rosso del coraggio
Il segno rosso del coraggio (The Red Badge of Courage) è un romanzo sulla guerra scritto nel 1895 dall'autore statunitense Stephen Crane. È fra le opere più autorevoli della letteratura americana. Il romanzo, sullo sfondo della crudele guerra civile americana, narra le vicende di una giovane recluta che tenta di vincere la paura per poter divenire un eroe in battaglia. Quest'opera rese Crane celebre a livello internazionale.

## Storia editoriale
Nel marzo 1893, Stephen Crane, all'età di 21 anni, aveva già pubblicato il suo primo romanzo, Maggie: ragazza di strada, che non riscosse successo né di incassi né di critica. La maggior parte dei recensori definirono rozzo e triviale il cinico racconto ambientato nella Bowery e Crane si vide costretto a pubblicare l'opera a sue spese dopo che questa era stata ripetutamente respinta dagli editori.
Crane, comunque, trovò subito l'ispirazione per un suo nuovo romanzo, mentre passava delle ore nello studio dell'amico Linson che gli stava facendo un ritratto. Lo scrittore si appassionò nella lettura della rivista Century che dedicava ampio spazio ad articoli sulle più importanti battaglie e sui comandanti della Guerra Civile Americana. Tuttavia, deluso dallo stile arido in cui venivano riportati gli avvenimenti bellici, Crane affermò, "Io mi meraviglio che alcuni di quei combattenti non dicano cosa hanno provato in quei frangenti. Essi descrivono con dovizia di particolari ciò che fecero, ma per il resto sono freddi come sassi." Crane riprese la lettura delle riviste nelle successive sedute presso lo studio di Linson, e alla fine nacque impellente l'idea di scrivere un romanzo sulla guerra. Successivamente egli avrebbe detto che "inconsciamente in lui durante gran parte della fanciullezza si erano definiti i dettagli di questa storia" e aveva immaginato "storie di guerra sin da quando aveva smesso i pantaloni alla zuava."."

## Trama
Durante un non meglio specificato evento della Guerra di Secessione, il soldato diciottenne Henry Fleming abbandona il suo plotone, ritenendo che la battaglia sia ormai persa. Egli fugge in un vicino bosco dove trova un gruppo di uomini feriti. Uno di questi, il "soldato con la divisa a brandelli", chiede ad Henry (che nel romanzo è quasi sempre detto "il giovane") dove lo hanno colpito. Henry, imbarazzato per il fatto di non essere ferito, abbandona il gruppo e vaga per la foresta. Alla fine decide che è meglio scappar via e che egli è solo una infinitesima parte dell'esercito ed è responsabile solo di salvarsi. 
Henry, in un secondo momento, viene a sapere che il suo battaglione ha avuto la meglio nello scontro e per questo si sente colpevole. Infine, il soldato ritorna al suo battaglione. Sulla strada del ritorno all'accampamento Henry vede un reggimento in fuga e al volo agguanta un artigliere per chiedergli cosa sta accadendo, ma l'uomo, vedendo che Henry non molla la presa, lo colpisce alla testa col calcio del fucile. Quando Henry raggiunge il campo, i commilitoni credono che la sua ferita al capo sia stata causata da un proiettile che lo ha colpito di striscio in battaglia.
Il giorno successivo Henry va in combattimento per la terza volta. Mentre sta cercando dove attingere dell'acqua, Henry sente casualmente un Comandante parlare della mediocrità del suo reggimento. L'ufficiale con fare disinvolto parla della necessità di sacrificare il reggimento cui appartiene Henry, tanto i soldati non sono altro che dei "mulattieri" e "scavafossi". Non avendo reggimenti da risparmiare, il generale ordina l'avanzata dei suoi uomini. Nella battaglia finale, Henry, come portabandiera, diventa una dei migliori combattenti, dimostrandosi così uomo coraggioso.

## Adattamenti
Dal romanzo è stato tratto il film La prova del fuoco diretto da John Huston, uscito nelle sale cinematografiche nel 1951.

## Edizioni italiane
- Rosso è l'emblema del coraggio, traduzione di Bruno Fonzi, Collana Le Najadi, Milano-Roma, Jandi-Sapi, 1947.
- La prova del fuoco, traduzione di Aldo Camerino, Collana I Coralli n.31, Torino, Einaudi, 1948-1976. - Collana Il bosco n.32, Mondadori, Milano, 1958.
- Il segno rosso del coraggio, traduzione di Bruno Tasso, BUR, Milano, Rizzoli, 1951-2002, ISBN 88-17-12850-3. - con prefazione di Vito Amoruso, Fabbri Editori, Milano, 2001.
- Il segno rosso del coraggio, traduzione di Luciano Bianciardi, Milano, Mondadori, 1966-1976. - Il Melograno, Milano, 1981; Collana Assonanze n.43, Milano, SE, 2018, ISBN 978-88-672-3266-6.
- Il segno rosso del coraggio, traduzione di Maria Gallone, Collana I Classici n.45, Milano, Fabbri Editori, 1969.
- Il segno rosso del coraggio, a cura di Biancamaria Pisapia, Bari, Adriatica, 1970.
- Il segno rosso del coraggio, a cura di Bruno Armellin, Milano, Rizzoli, 1970. - Malipiero, Ozzano Emilia, 1984.
- Il segno rosso del coraggio, traduzione di Giulio Bollati, Torino, Einaudi, 1976.
- Il segno rosso del coraggio, traduzione di Gaetano e Giacomo Prampolini, Collana I grandi libri n.159, Milano, Garzanti, 1976-1980. - Introduzione e cura di Rolando Anzilotti, Garzanti, 1998-2006, ISBN 88-11-58159-1.
- Il segno rosso del coraggio, traduzione di a fumetti di Gaspare Cassaro su sceneggiatura di Roberto Carusi, Milano, Ottaviano, 1979.
- Il segno rosso del coraggio, traduzione di e cura di Giorgio Mariani, Collana Tascabili economici n.133, Roma, Newton Compton, 1994, ISBN 88-7983-366-9.
- Il segno rosso del coraggio, traduzione di Alessandro Barbero, Collana I Classici Classici n.61, Milano, Frassinelli, 1998, ISBN 978-88-768-4523-9. - con uno scritto di A. Barbero, Collana Oscar Classici n.663, Milano, Mondadori, 2012, ISBN 978-88-045-8590-9; Introduzione di A. Barbero aggiornata, Collana La memoria n.1219, Palermo, Sellerio, 2022, ISBN 978-88-389-4269-3.
- Il segno rosso del coraggio, traduzione di Michele Mari, con un ritratto dell'autore di Joseph Conrad, Collana Gli struzzi n.2, Torino, Einaudi, 2021, ISBN 978-88-062-5055-3.